# Wien bleibt Wien
Wien bleibt Wien (Originaltitel: The Greater Glory) ist ein US-amerikanisches Filmdrama aus dem Jahr 1926 von Curt Rehfeld mit Conway Tearle und Anna Q. Nilsson in den Hauptrollen. Der Film wurde von First National produziert und basiert auf dem Roman The Viennese Medley von Edith Louise O’Shaughnessy.

## Handlung

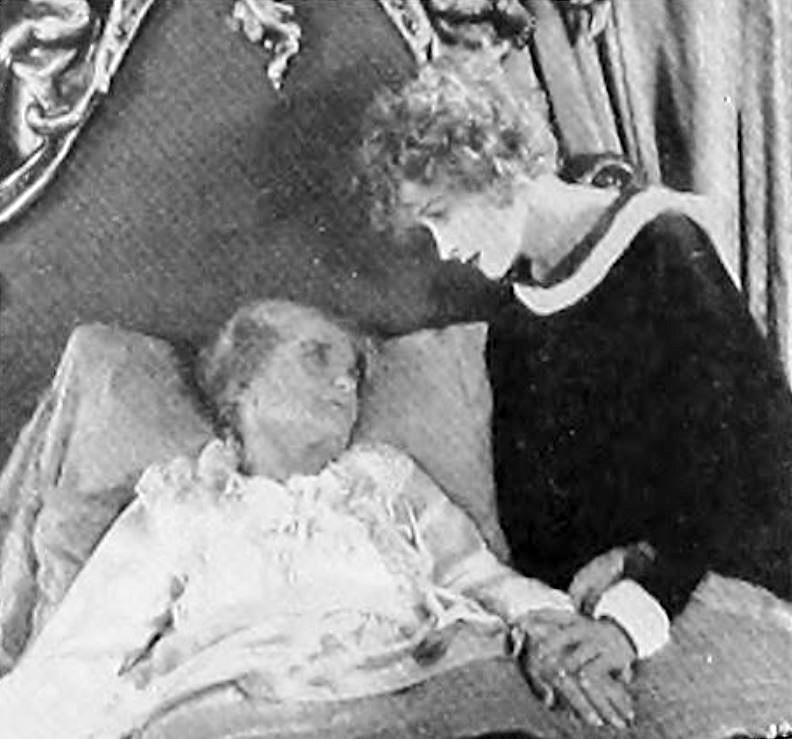
Szenenfoto mit Lucy Beaumont (l.) und Anna Q. Nilsson

Fanny von Berg, Tochter einer wohlhabenden Wiener Familie, ist mit dem Grafen Maxim von Hurtig verlobt. Als sie jedoch Schande über ihre Familie bringt, indem sie einen Seitensprung begeht, um einem Mädchen in Not zu helfen, wird die Verlobung aufgelöst. Ihre Schwester Corinne trennt sich daraufhin von Pauli Birbach, Fanny wird zu einer Ausgestoßenen der Gesellschaft.
Nach Ausbruch des Ersten Weltkrieges erhält Fanny Hilfe von Gustav Schmidt, einem Händler für Kriegsmaterial und Besitzer eines Glücksspielunternehmens. So kann sie ihrer Familie, die nun in großer Not ist, finanzielle Hilfe zukommen lassen. Graf Maxim trifft Fanny bei einem Besuch im Casino wieder, und seine Liebe entflammt neu. Doch Fanny lehnt auf die Bitte der Mutter des Grafen hin seinen Antrag ab und findet ihr Glück bei Gustav. Die Familie von Berg, durch Krieg, Hungersnot und Tod schwer betroffen, wird wieder zusammengeführt.

## Hintergrund

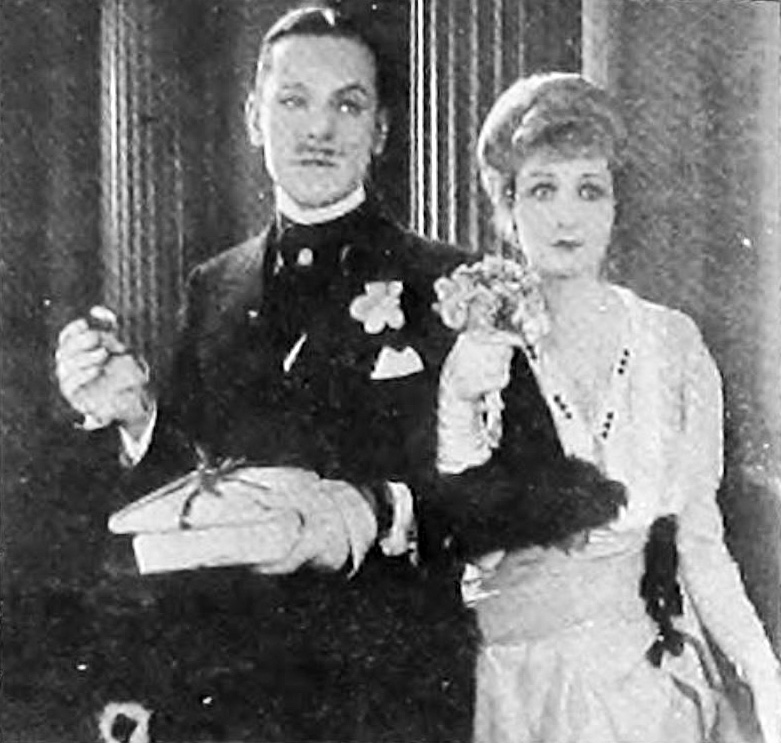
Szenenfoto mit Edward Earle und Virginia Southern

Laut einer Pressemeldung vom 25. Juli 1925 beschwerten sich einige der Nebendarsteller während der Dreharbeiten in den United Studios in Hollywood, dass die Hitze zu drückend sei, um für eine Winterszene dicke Kleidung und Mäntel zu tragen. Arbeiter bauten schnell ein Luftkühlungssystem.
Da keine Kopien der elf Filmrollen existieren, gilt der Film als verschollen.

## Veröffentlichung
Die Premiere des Films fand am 2. Mai 1926 in New York statt. Im September 1926 kam er in Österreich in die Kinos.

## Kritiken
Mordaunt Hall von der The New York Times befand, der Film sei keinesfalls uninteressant,  obwohl sich die Geschichte über mehrere Kapitel hinziehe. Er unterscheide sich ein wenig von den meisten Filmen. Es wurde offensichtlich ernsthaft versucht, die Wiener Atmosphäre und Kostüme genau darzustellen.
Michael L. Simmons wertete den Film in der Film Daily mit B1 (exzellent). June Mathis habe einen der besten Filme des Jahres geschrieben. Sie habe keine Mühen gescheut, jede Szene realistisch und aufrichtig wirken zu lassen. Die Kameraarbeit sei außergewöhnlich gut und die Hauptdarsteller bewundernswert.

## Auszeichnungen
Insgesamt vier Photoplay Awards für den Monat Mai wurden für den Film vergeben: an die Darstellerinnen Anna Q. Nilsson, May Allison und Lucy Beaumont sowie als bester Film.